# Epiplema similata
Epiplema similata är en fjärilsart som beskrevs av Dalla Torre 1924. Epiplema similata ingår i släktet Epiplema och familjen Uraniidae. Inga underarter finns listade i Catalogue of Life.